# 와이어 (소프트웨어)
와이어(영어: Wire)는 와이어 스위스 유한회사(Wire Swiss GmbH)에서 2014년 출시한 암호화 커뮤니케이션 및 협업 앱이다. iOS, 안드로이드, 마이크로소프트 윈도우, 맥OS, 혹은 파이어폭스 등의 웹브라우저에서 지원된다. 메신저, 음성 통화, 영상 통화, 컨퍼런스 콜, 파일 공유, 외부 협업 등의 서비스를 제공하며, 모든 서비스는 종단간 암호화로 보호된다.